# Episodi di New Amsterdam (serie televisiva 2018) (prima stagione)
La prima stagione della serie televisiva statunitense New Amsterdam, composta da 22 episodi, è andata in onda in prima visione negli Stati Uniti sulla NBC dal 25 settembre 2018 al 14 maggio 2019: la prima parte della stagione (episodi 1-9) è stata trasmessa dal 25 settembre al 27 novembre 2018; mentre la seconda parte della stagione (episodi 10-22) è stata trasmessa dall'8 gennaio al 14 maggio 2019.
In Italia la stagione è andata in onda ogni domenica in prima serata su Canale 5 dal 2 dicembre 2018 al 2 giugno 2019: la prima parte della stagione (episodi 1-9) è stata trasmessa dal 2 al 23 dicembre 2018; mentre la seconda parte della stagione (episodi 10-22) è stata trasmessa dal 5 maggio al 2 giugno 2019.
Il 2 dicembre 2018 sono andati in onda tre episodi; il 9, il 16 e il 23 dicembre sono andati in onda due episodi; il 5, il 12 e il 19 maggio 2019 sono andati in onda tre episodi; il 26 maggio è andato in onda un episodio; mentre il 2 giugno sono andati in onda gli ultimi tre episodi.
| n° | Titolo originale     | Titolo italiano        | Prima TV USA      | Prima TV Italia  |
| -- | -------------------- | ---------------------- | ----------------- | ---------------- |
| 1  | Pilot                | Come posso aiutare?    | 25 settembre 2018 | 2 dicembre 2018  |
| 2  | Rituals              | Rituali                | 2 ottobre 2018    | 2 dicembre 2018  |
| 3  | Every Last Minute    | Ogni singolo minuto    | 9 ottobre 2018    | 2 dicembre 2018  |
| 4  | Boundaries           | Limitazioni            | 16 ottobre 2018   | 9 dicembre 2018  |
| 5  | Cavitation           | Una giornata qualunque | 23 ottobre 2018   | 9 dicembre 2018  |
| 6  | Anthropocene         | Antropocene            | 30 ottobre 2018   | 16 dicembre 2018 |
| 7  | Domino Effect        | Effetto domino         | 13 novembre 2018  | 16 dicembre 2018 |
| 8  | Three Dots           | Rischi                 | 20 novembre 2018  | 23 dicembre 2018 |
| 9  | As Long As It Takes  | Il tempo necessario    | 27 novembre 2018  | 23 dicembre 2018 |
| 10 | Six or Seven Minutes | Sei o sette minuti     | 8 gennaio 2019    | 5 maggio 2019    |
| 11 | A Seat at the Table  | Un posto al tavolo     | 15 gennaio 2019   | 5 maggio 2019    |
| 12 | Anima Sola           | Anime diverse          | 22 gennaio 2019   | 5 maggio 2019    |
| 13 | The Blues            | Depressione            | 12 febbraio 2019  | 12 maggio 2019   |
| 14 | The Foresaken        | L'escluso              | 19 febbraio 2019  | 12 maggio 2019   |
| 15 | Croaklahoma          | Il morto di Oz         | 5 marzo 2019      | 12 maggio 2019   |
| 16 | King of Swords       | Re di Spade            | 12 marzo 2019     | 19 maggio 2019   |
| 17 | Sanctuary            | Santuario              | 9 aprile 2019     | 19 maggio 2019   |
| 18 | Five Miles West      | 5 miglia ad ovest      | 16 aprile 2019    | 19 maggio 2019   |
| 19 | Happy Place          | Un posto felice        | 23 aprile 2019    | 26 maggio 2019   |
| 20 | Preventable          | Come previsto          | 30 aprile 2019    | 2 giugno 2019    |
| 21 | This is Not the End  | Questa non è la fine   | 7 maggio 2019     | 2 giugno 2019    |
| 22 | Luna                 | Luna                   | 14 maggio 2019    | 2 giugno 2019    |

## Come posso aiutare?
- Titolo originale: Pilot
- Diretto da: Kate Dennis
- Scritto da: David Schulner

### Trama
Il Dottor Max Goodwin viene assunto come nuovo capo della medicina all'ospedale di New Amsterdam e incomincia la sua carriera licenziando tutti i membri del reparto di chirurgia cardio-toracica a causa delle loro statistiche. Max è sposato con Georgia ed è in attesa della loro figlia, ma il loro matrimonio è in crisi e Georgia si è allontanata da lui e si è trasferita in un'altra casa a causa della mancanza di attenzioni da parte di Max. Nel frattempo, la Dottoressa Helen Sharpe, oncologa, passa troppo tempo in televisione nei talk-show per fare pubblicità all'ospedale e non pratica il suo lavoro in ospedale.
Al che Max le dà un ultimatum: entro 48 ore o lei diventa una dottoressa effettiva al New Amsterdam o sarà licenziata. Max incontra anche il capo dell'emergenza, la Dottoressa Lauren Bloom, e il Dottor Iggy Frome, che è il capo della psichiatria. Il Dottor Floyd Reynolds, invece, diventa il nuovo capo della chirurgia cardio-toracica e ha una relazione segreta con Lauren. Lui chiude con lei spiegandole che non possono avere una relazione perché hanno il colore della pelle diverso. Max chiede alla dottoressa Bloom di fare una biopsia della sua gola ed Helen, la quale ha deciso di essere di nuovo una dottoressa, gli conferma che ha un tumore alla gola.
- Ascolti USA: telespettatori 8 396 000 – rating/share 18-49 anni 1,8/9 – DVR 5 705 000 – DVR 18-49 anni 1,3 – totale 14 101 000 – 3,1[7].
- Ascolti Italia: telespettatori 2 913 000 – share 13,60%[8].

## Rituali
- Titolo originale: Rituals
- Diretto da: Peter Horton
- Scritto da: David Schulner

### Trama
Max scopre di avere il cancro e chiede aiuto alla Dottoressa Sharpe, anche se ogni volta che lei cerca di spiegargli le cose sembra che non riesca a trovare il tempo per lei. Il Dottor Frome ed il Dottor Kapoor cercano di aiutare un paziente pediatrico. La Dottoressa Bloom cerca di convincere il Dottor Reynolds che potrebbero avere qualcosa che vale la pena e che non uscire con lei per il colore della sua pelle non è giusto. Max deve affrontare una crisi dopo che sua moglie incinta è stata ricoverata in ospedale con la vita della loro bambina non ancora nata in pericolo. Mentre la Dottoressa Sharpe continua a cercare di convincere Max a fare un piano per la sua diagnosi di cancro, continua a cercare di convincerla che, sebbene portare soldi all'ospedale sia importante, il loro compito è salvare vite e questo è più importante.
Il Dottor Frome ed il Dottor Kapoor tentano di aiutare un paziente pediatrico. La Dottoressa Bloom cerca di convincere il Dottor Reynolds ad uscire di nuovo insieme, ma Reynolds non è d'accordo. Max deve affrontare una crisi dopo che Georgia è stata ricoverata in ospedale, per problemi legati al feto. Lì decidono di dare il nome futuro alla loro nascitura: Luna. Intanto la Dottoressa Sharpe continua a cercare di convincere Max a fare un piano per il suo tumore.
- Ascolti USA: telespettatori 7 440 000 – rating/share 18-49 anni 1,5/7 – DVR 5 420 000 – DVR 18-49 anni 1,4 – totale 12 860 000 – 2,9[9].
- Ascolti Italia: telespettatori 2 913 000 – share 13,60%[8].

## Ogni singolo minuto
- Titolo originale: Every Last Minute
- Diretto da: Jonas Pate
- Scritto da: Shaun Cassidy

### Trama
Fulton è scontento di tutti i cambiamenti che Max ha fatto al New Amsterdam.  Frome ed Kapoor cercano di diagnosticare un paziente che crede di essere morto ed invisibile, ma perdono accidentalmente il paziente che si allontana. Bloom cura un paziente che è una detenuta al Rikers, la giovane detenuta è incinta e desidera disperatamente non partorire mentre è in prigione. Max fa fare alla vedova di un ricco donatore un tour dell'ospedale nella speranza di convincerla a donare 10 milioni di dollari al New Amsterdam, ma invece la convince a donare i soldi per finanziare un nuovo asilo nido ed un'unità di assistenza ai canguri a Rikers Island per i bambini nati da detenute in carcere, aiutando la paziente di Lauren
Reynolds incomincia a costruire il suo staff scegliendo tre dottoresse, di colore come lui , mentre Sharpe combatte lo scetticismo dei genitori di un paziente. Intanto Max continua ad evitare la realtà della sua diagnosi, ma solo quando Georgia decide di trasferirsi a casa dei suoi genitori nel Connecticut, Max parla con Sharpe chiedendole di essere il suo medico e che ha deciso di fare la chemioterapia, nascondendo però per ora il suo tumore alla moglie. Alla fine dell'episodio Georgia decide di rimanere accanto a Max.
- Ascolti USA: telespettatori 7 039 000 – rating/share 18-49 anni 1,4/6 – DVR 5 428 000 – DVR 18-49 anni 1,4 – totale 12 467 000 – 2,8[10].
- Ascolti Italia: telespettatori 2 913 000 – share 13,60%[8].

## Limitazioni
- Titolo originale: Boundaries
- Diretto da: Kate Dennis
- Scritto da: David Foster

### Trama
```
Frome è entusiasta che il suo orto comunitario sia stato finanziato, ma è inorridito dal fatto che sia sponsorizzato da Volt Cola. È la conferenza annuale dei chirurghi cardiotoracici e il chirurgo cardiotoracico di Baptist soffre di un'emergenza medica che costringe New Amsterdam a raccogliere l'overflow poiché Baptist non può accettare ambulanze senza un chirurgo cardiotoracico.
```

Bloom lavora per mantenere il pronto soccorso senza intoppi mentre ricevono i pazienti aggiuntivi. Uno dei residenti prende accidentalmente il suo Adderall, che era nascosto in una bottiglia di ibuprofene. Sharpe si occupa di una giovane ragazza il cui cancro è tornato ed è ora terminale. Max trova una senzatetto con un piede infetto che in un primo momento rifiuta le cure mediche, ma poi chiede a Max di aiutare anche suo fratello.
- Ascolti USA: telespettatori 6 272 000 – rating/share 18-49 anni 1,2/5 – DVR 5 342 000 – DVR 18-49 anni 1,3 – totale 11 614 000 – 2,5[11].
- Ascolti Italia: telespettatori 2 790 000 – share 12,20%[12].

## Una giornata qualunque
- Titolo originale: Cavitation
- Diretto da: Darnell Martin
- Scritto da: Erika Green Swafford

### Trama
Un giornalista visita New Amsterdam e gli viene dato pieno accesso e accetta di pedinare Max per l'intera giornata. La voce di Max è rauca e Helen accetta di eseguire un test per vedere se il suo cancro si è diffuso. Il figlio di Kapoor viene a trovarlo in ospedale.
```
Sharpe visita un medico della fertilità e scopre che è improbabile che abbia figli senza intervento medico. Entrano due ragazzini con ferite da arma da fuoco. Inizialmente solo uno di loro sembra essere in condizioni critiche, tuttavia col passare del tempo le condizioni del secondo ragazzo peggiorano. Nonostante i loro migliori sforzi, il secondo ragazzo muore. Il giornalista scrive il suo articolo, che elogia quanto i medici abbiano lavorato duramente per salvare la vita dei due ragazzi.
```

- Ascolti USA: telespettatori 6 370 000 – rating/share 18-49 anni 1,4/6 – DVR 5 140 000 – DVR 18-49 anni 1,2 – totale 11 510 000 – 2,6[13].
- Ascolti Italia: telespettatori 2 790 000 – share 12,20%[12].

## Antropocene
- Titolo originale: Anthropocene
- Diretto da: Michael Slovis
- Scritto da: Aaron Ginsburg

### Trama
I medici di New Amsterdam si preparano per il loro gala annuale di raccolta fondi. I genitori Iggy sono in città e sua figlia è entusiasta di vederli.  Kapoor cerca di dare i suoi biglietti di gala a Ella, ma lei fraintende e crede che la stia invitando ad andare con lui.  Fulton prepara Max per il gala e ribadisce l'importanza di raccogliere fondi per l'ospedale.  Reynolds cura un detenuto di Rikers che afferma che le guardie lo stanno drogando.
Bloom,  Kapoor e Sharpe curano un padre e un figlio che iniziano a mostrare strani sintomi e in seguito sia il padre che il figlio hanno le convulsioni. Georgia sorprende Max e partecipa al gala e riesce a ottenere donazioni. Alla fine della notte Max le rivela la sua diagnosi di cancro.
- Ascolti USA: telespettatori 6 664 000 – rating/share 18-49 anni 1,3/6 – DVR 5 097 000 – DVR 18-49 anni 1,2 – totale 11 761 000 – 2,5[14].
- Ascolti Italia: telespettatori 2 475 000 – share 10,80%[15].

## Effetto domino
- Titolo originale: Domino Effect
- Diretto da: Laura Belsey
- Scritto da: Y. Shireen Razack

### Trama
Max e Georgia parlano con la Dottoressa Sharpe del suo trattamento per il cancro. Ha rimandato la rimozione dei molari poiché ostacolano le radiazioni che verranno utilizzate. Tutti i medici lavorano per coordinare un intervento chirurgico domino con altri due ospedali. Quando il primo donatore si ritira, l'intera operazione domino è messa a rischio. Entrano un uomo e sua figlia, con la figlia che ha bisogno di nuovi polmoni.
Con la volontà del padre di donare ad un perfetto sconosciuto sono in grado di affrontare l'operazione del domino e salvare anche la vita di sua figlia. Max ha finalmente la sua chirurgia orale per rimuovere i suoi molari.
- Ascolti USA: telespettatori 6 019 000 – rating/share 18-49 anni 1,1/5 – DVR 5 267 000 – DVR 18-49 anni 1,3 – totale 11 286 000 – 2,4[16].
- Ascolti Italia: telespettatori 2 475 000 – share 10,80%[15].

## Rischi
- Titolo originale: Three Dots
- Diretto da: Jamie Payne
- Scritto da: Cami Delavigne

### Trama
Kapoor sta gestendo una paziente di nome Amy, una giovane asiatica-americana che soffre di emicrania. La indirizza a Iggy dopo che i farmaci non aiutano, dicendo che le emicranie potrebbero essere indotte dallo stress. Sua madre tuttavia rifiuta, dicendo che i mal di testa di Amy non sono dovuti allo stress. La ragazza finisce per saltare davanti a un treno mentre partono per tornare a casa e torna al pronto soccorso. Kapoor, Iggy e Max lavorano per cercare di trovare un modo per ottenere ad Amy l'aiuto di cui ha bisogno.
Max affronta le proprie paure riguardo al cancro quando si avvicina a un paziente che è un rabbino. Il rabbino inizialmente rifiuta il suo intervento chirurgico ad alto rischio, ma decide di andare avanti dopo che Max gli rivela di avere il cancro. Dopo che Max ha informato Sharpe che vuole trovare una sperimentazione clinica invece di andare avanti con la chemio e le radiazioni pianificate.
- Ascolti USA: telespettatori 5 827 000 – rating/share 18-49 anni 1,1/5 – DVR 5 402 000 – DVR 18-49 anni 1,3 – totale 11 229 000 – 2,4[17].
- Ascolti Italia: telespettatori 2 192 000 – share 10,10%[18].

## Il tempo necessario
- Titolo originale: As Long As It Takes
- Diretto da: Andrew McCarthy
- Scritto da: Graham Norris

### Trama
Sharpe cerca di coinvolgere Max in una sperimentazione clinica per il suo cancro. Il direttore del processo accetta Max come paziente, ma le chiede anche di uscire dopo che sono andati d'accordo. Iggy ha a che fare con un adolescente trans desideroso di essere operato per completare la sua transizione. Ma i suoi genitori rifiutano. Nel frattempo, Bloom si confronta con la sua stanchezza e gli errori che ha commesso al pronto soccorso.
Sarah, la donna che ha ricevuto il cuore di Luna, viene ricoverata in ospedale ed è determinata che ha bisogno di un nuovo cuore. Max finisce per essere coinvolto emotivamente nel suo caso, riuscendo a salvarla. Mentre si trova in un luogo remoto per spargere i resti cremati del cuore di sua sorella, Max finisce per crollare mentre è solo con Georgia.
- Ascolti USA: telespettatori 6 265 000 – rating/share 18-49 anni 1,1/5 – DVR 5 126 000 – DVR 18-49 anni 1,2 – totale 11 391 000 – 2,3[19].
- Ascolti Italia: telespettatori 2 192 000 – share 10,10%[18].

## Sei o sette minuti
- Titolo originale: Six or Seven Minutes
- Diretto da: Stefano Kay
- Scritto da: Laura Valdivia

### Trama
Georgia esegue una tracheotomia su Max con la guida di Helen  e Max viene portato al New Amsterdam Hospital. Vediamo i flashback di quando Max e Georgia si sono incontrati, il loro fidanzamento e cosa è successo poco prima che prendesse il suo nuovo lavoro a New Amsterdam. Helen è costretta a rivelare della diagnosi di cancro di Max, agli altri colleghi, che capiscono i cambiamenti apportati da Max da quando è arrivato 
Lauren passa il caso di Max a un altro medico del pronto soccorso e alla fine ammette a Helen che è esausta per il superlavoro e aveva pianificato di chiedere a Max un po' di tempo libero. Nel frattempo, il Dottor Fulton subentra come direttore medico temporaneo. Floyd esegue un intervento chirurgico che Fulton originariamente aveva negato e si offre di pagarlo da solo. I medici si rendono conto di quanto Max abbia avuto un impatto su di loro e sull'ospedale. Max si sveglia e decide di dimettersi e di sottoporsi alla chemio, ma tutti i dottori, insieme a Georgia, lo convincono a restare direttore medico mentre fa la chemio.
- Ascolti USA: telespettatori 5 354 000 – rating/share 18-49 anni 1,0/4 – DVR 5 168 000 – DVR 18-49 anni 1,2 – totale 10 522 000 – 2,2[20].
- Ascolti Italia: telespettatori 2 340 000 – share 11,00%[21].

## Un posto al tavolo
- Titolo originale: A Seat at the Table
- Diretto da: So Yong Kim
- Scritto da: Jiréh Breon Holder

### Trama
Max inizia la chemio, ma si rifiuta di sedersi per le sessioni di tre ore, portando invece con sé la sua asta IV mentre continua a lavorare. Dopo alcuni giorni inizia a sentirsi affaticato dalla chemio e finalmente ammette a Helen che non vuole che le persone lo vedano in uno stato di debolezza.
Allo stesso tempo, cerca di aiutare a salvare i soldi dell'ospedale fornendo un appartamento a un paziente senzatetto, le cui frequenti visite ospedaliere sono costate a New Amsterdam oltre un milione di dollari in un anno. Si rende conto però che al paziente piace semplicemente stare in ospedale e gli dà un lavoro. Iggy lavora con un padre il cui figlio ha le allucinazioni di un lupo che lo attacca. Helen cerca di confrontarsi con Lauren sulla sua ammissione di essere oberata di lavoro.
- Ascolti USA: telespettatori 5 611 000 – rating/share 18-49 anni 1,0/5 – DVR 5 462 000 – DVR 18-49 anni 1,3 – totale 11 073 000 – 2,3[22].
- Ascolti Italia: telespettatori 2 340 000 – share 11,00%[21].

## Anime diverse
- Titolo originale: Anima Sola
- Diretto da: Michael Slovis
- Scritto da: Aaron Ginsburg

### Trama
Iggy riferisce di un chirurgo veterano al New Amsterdam che crede non sia più in grado di eseguire un intervento chirurgico. Lui e Max finiscono per farlo rimanere in un ruolo di consulente.  Sharpe lotta con Bloom, che sta ancora esercitando anche dopo aver ammesso di aver abusato dell'Adderall e insieme lavorano sul trattamento di un gruppo di lavoratori della vigna che arrivano con sintomi simili, alla fine andando contro la collega Lauren riesce a capirne le cause.
Sharpe ha difficoltà a riporre fiducia in Bloom a causa della sua ammissione e si rende conto che la relazione e l'ambiente di lavoro non sono più sostenibili e finisce per denunciarla a Max. Kapoor e Reynolds lavorano insieme per curare una madre che è diventata cieca dopo aver trascorso 9 mesi in terapia intensiva dopo aver dato alla luce sua figlia. Max inizia a sentire la nausea causata dalla sua chemio e lotta per tenere il passo con le sue responsabilità quotidiane.
- Ascolti USA: telespettatori 5 768 000 – rating/share 18-49 anni 1,0/5 – DVR 5 403 000 – DVR 18-49 anni 1,2 – totale 11 171 000 – 2,2[23].
- Ascolti Italia: telespettatori 2 340 000 – share 11,00%[21].

## Depressione
- Titolo originale: The Blues
- Diretto da: Nick Gomez
- Scritto da: David Foster

### Trama
Lauren deve essere valutata da Iggy e alla fine si apre sulla sua famiglia e su come ha lasciato la madre in difficoltà e la sorella minore per andare a scuola a Washington, invece di rimanere a New York per prendersi cura di loro. Rivela che la sorella è in riabilitazione e che si sente responsabile dell'accaduto.
Max cerca di trovare dipendenti in ospedale che stanno facendo lavori obsoleti, ma non vuole licenziarli, ma trova loro un nuovo lavoro in ospedale. Kapoor fatica a capire cosa sta succedendo tra suo figlio e la donna al chiosco del caffè che gli piace. Finisce per peggiorare la situazione e scoppia in lacrime.
- Ascolti USA: telespettatori 5 689 000 – rating/share 18-49 anni 1,0/4 – DVR 5 410 000 – DVR 18-49 anni 1,2 – totale 11 099 000 – 2,2[24].
- Ascolti Italia: telespettatori 2 061 000 – share 9,90%[25].

## L'escluso
- Titolo originale: The Foresaken
- Diretto da: Michael Slovis
- Scritto da: Y. Shireen Razack

### Trama
Lauren è in congedo, quindi il Dottor Candelario si occupa dell'ED e implementa nuove regole tra cui un limite di 10 minuti per consultare e diagnosticare l'efficienza.  Reynolds scopre cosa è successo alla Bloom e va a farle visita. Helen trova una madre tossicodipendente e il suo bambino fuori dall'ospedale. La madre finisce per rinunciare alla bambina, perché è in astinenza, dopo essere fuggita
Sharpe si affeziona alla bambina e considera persino di adottarla, credendo che sia un segno dell'universo poiché è disperata per avere figli, ma avrebbe difficoltà a concepire. Tuttavia, il padre della piccola viene a reclamare sua figlia spiegando che ha scoperto di lei e del suo ex solo dopo che era troppo tardi.  Sharpe scopre che il Dottor Panthaki ha due figli da una precedente relazione. Max lavora per salvare il lavoro di Fulton come Dean, ma alla fine non ha successo.
- Ascolti USA: telespettatori 5 586 000 – rating/share 18-49 anni 1,0/5 – DVR 5 302 000 – DVR 18-49 anni 1,2 – totale 10 888 000 – 2,2[26].
- Ascolti Italia: telespettatori 2 061 000 – share 9,90%[25].

## Il morto di Oz
- Titolo originale: Croaklahoma
- Diretto da: Laura Belsey
- Scritto da: Cami Delavigne

### Trama
Max trova difficile ascoltare i suoi compagni pazienti chemio che fanno battute sul loro cancro e si rende conto che la realtà della sua diagnosi e prognosi lo ha colpito duramente e trova poco umorismo. Questo si riflette nel corso di parto che frequenta con Georgia, oltre a criticare la Dottoressa Sharpe dopo che uno dei pazienti chemioterapici ha contratto un'infezione. Il Papa è a New Amsterdam per una presentazione e lo staff si scontra con il suo staff e la sua sicurezza.
Il Dottor Kapoor e il Dottor Frome vengono arrestati dopo che le loro azioni ei loro commenti sono stati interpretati accidentalmente come minacce di morte al Papa. Il Dottor Reynolds e Max lavorano per aiutare una famiglia che sta lottando per pagare i farmaci anti rigetto del figlio dopo aver ricevuto un trapianto di cuore.
- Ascolti USA: telespettatori 5 828 000 – rating/share 18-49 anni 1.0/5 – DVR 5 430 000 – DVR 18-49 anni 1,2 – totale 11 258 000 – 2,2[27].
- Ascolti Italia: telespettatori 2 061 000 – share 9,90%[25].

## Re di Spade
- Titolo originale: King of Swords
- Diretto da: Darnell Martin
- Scritto da: Laura Valdivia

### Trama
Una storica bufera di neve colpisce New York, paralizzando la città. Max scopre che un incidente nelle vicinanze sta impedendo alle ambulanze di raggiungere New Amsterdam e decide invece di inviare medici e infermieri, inviati in squadre di due, ai pazienti. Reynolds cerca di salvare un uomo che è scivolato e si è impalato su un picchetto mentre correva a casa per consegnare l'insulina a suo marito. Frome rimane bloccato sul tetto con un paziente suicida mentre tenta di riparare l'antenna, venendo poi trovati.
Un paziente di Kapoor finisce in condizioni critiche e molto probabilmente non sopravviverà per tutta la notte; esce nella bufera di neve per recuperare suo marito. Max e  Sharpe rispondono a una donna insensibile, che afferma di essere una sensitiva e dice cose a entrambi , che li inducono a valutare la loro relazione reciproca. Quando tornano in ospedale Helen inizia a dire a Max come si sente, ma improvvisamente manca la corrente. Nel frattempo, Lauren in riabilitazione, decide di soccorrere un paziente che ha avuto un'overdose, rubando farmaci, dopo un iniziale rifiuto .
- Ascolti USA: telespettatori 5 989 000 – rating/share 18-49 anni 1,0/5 – DVR 5 212 000 – DVR 18-49 anni 1,2 – totale 11 201 000 – 2,2[28].
- Ascolti Italia: telespettatori 2 067 000 – share 9,80%[29].

## Santuario
- Titolo originale: Sanctuary
- Diretto da: Jamie Payne
- Scritto da: Shaun Cassidy & Erika Green Swafford

### Trama
Durante un'interruzione di corrente, Max e Helrn cercano di calmare i pazienti, il loro unico addetto alla manutenzione attiva una batteria di riserva che fornirà un piano dell'ospedale per alcune ore e tenta di riparare il generatore di riserva, ma viene fulminato.  Reynolds con l'assistenza di Candelario tenta un intervento chirurgico a cuore aperto senza l'aiuto delle macchine mentre l'elettricità è spenta. Kapoor e Hartman sono bloccati in un ascensore e cercano di aiutare Agnes a curare una nuova madre.
Iggy suggerisce di chiedere a un detenuto di Riker che lavorava per DWP che è in ospedale per una visita di aiutare a riparare il generatore, questi all'inizio è riluttante, ma alla fine riesce a ripristinare il generatore. Sharpe affronta Max e ammette che non può essere sua amica, dottore e vicedirettore medico, trovando la combinazione dei compiti troppo difficile da gestire.
- Ascolti USA: telespettatori 4 609 000 – rating/share 18-49 anni 0,7/3 – DVR 4 766 000 – DVR 18-49 anni 1,0 – totale 9 375 000 – 1,7[30].
- Ascolti Italia: telespettatori 2 067 000 – share 9,80%[29].

## 5 miglia ad ovest
- Titolo originale: Five Miles West
- Diretto da: Kristi Zea
- Scritto da: Graham Norris

### Trama
Max incontra il suo nuovo oncologo, la Dottoressa Stauton, una donna senza fronzoli che non è contenta del suo programma incoerente di chemio e radiazioni. Pianifica immediatamente il suo prossimo trattamento con radiazioni. Max scopre che l'ospedale ha intenzione di vendere il debito medico ad aziende di credito, e per aiutare, invece, fa lavorare gli ex pazienti fornendo servizi all'ospedale. Riprogramma la sua sessione di radiazioni e riceve un brusco risveglio dalla Dottoressa Stauton sulla realtà della sua situazione.
Il Dottor Sharpe e il Dottor Reynolds tentano di diagnosticare una paziente con fibrosi cistica, ma scoprono presto che ha smesso di prendere uno dei suoi farmaci. La Dottoressa Frome e Max lavorano per cercare di riunire un padre il cui figlio è nato inaspettatamente a New Amsterdam dopo che la madre surrogata richiede un cesareo d'emergenza ed entra in coma. Il loro contratto di maternità surrogata che è stato firmato nel New Jersey non è riconosciuto a New York e i genitori della madre inizialmente si rifiutano di consegnare il bambino anche se il bambino non è biologicamente della figlia.
- Ascolti USA: telespettatori 4 470 000 – rating/share 18-49 anni 0,6/3 – DVR 4 916 000 – DVR 18-49 anni 1,0 – totale 9 386 000 – 1,6[31].
- Ascolti Italia: telespettatori 2 067 000 – share 9,80%[29].

## Un posto felice
- Titolo originale: Happy Place
- Diretto da: Ellen S. Pressman
- Scritto da: Josh Carlebach & Jiréh Breon Holder

### Trama
La Dottoressa Stauton vuole che a Max venga inserito un sondino per l'alimentazione poiché ha perso peso a causa della nausea derivante dalla sua chemio e la sua gola è arrossata dalle radiazioni. Accetta con riluttanza. Un agente della polizia di New York che è stato investito durante un blocco del traffico arriva al pronto soccorso insieme al suo compagno e molti dei suoi colleghi. Inizialmente si pensa che l'uomo che l'ha colpita fosse ubriaco al volante, ma la Dottoressa Sharpe scopre che ha avuto un ictus ed è malato.
Il Dottor Reynolds esegue l'operazione dell'ufficiale, ma lei non ce la fa. Gli agenti decidono di donare i soldi che il loro compagno caduto avrebbe ricevuto per aiutarlo a pagare le sue cure in modo che possa riprendersi. Il Dottor Kapoor e il Dottor Frome lavorano con una paziente sorda che ha appena ricevuto un impianto cocleare. Il Dottor Frome affronta il fatto che Jemma non ha più bisogno di lui.
- Ascolti USA: telespettatori 5 178 000 – rating/share 18-49 anni 0,8/4 – DVR 4 581 000 – DVR 18-49 anni 0,9 – totale 9 759 000 – 1,7[32].
- Ascolti Italia: telespettatori 2 146 000 – share 8,80%[33].

## Come previsto
- Titolo originale: Preventable
- Diretto da: Thomas Carter
- Scritto da: Aaron Ginsburg

### Trama
Gli effetti collaterali della chemio di Max peggiorano e inizia a sviluppare sbalzi d'umore. Il Dottor Reynolds conduce una conferenza sulla morbilità e mortalità (M&M) sull'ufficiale di polizia morto nell'episodio precedente, ma Max finisce per insultare il Dottor Reynolds di fronte ai suoi colleghi e al personale, causando una spaccatura tra i due. La Dottoressa Sharpe vede che l'umore di Max è cambiato, parla con la Dottoressa Stauton e scopre che il cancro di Max non risponde alla chemio o alle radiazioni. Il Dottor Reynolds si rende conto che Max sta avendo difficoltà ad accettare che le persone possano morire senza motivo e i due si riconciliano. Dice a Max di combattere per la sua vita e Max accetta di fare un trattamento sperimentale che prevede un doppio dosaggio di chemio.
Il Dottor Kapoor si occupa di una paziente che gli lascia recensioni negative su Yelp. Il Dottor Frome lavora con un paziente la cui madre ha trovato un nuovo lavoro nel Missouri ed è molto riluttante a tornare con lei. L'assistente sociale assegnato al caso ritiene che la relazione del Dottor Frome con il ragazzo e gli altri suoi pazienti superi i limiti e presenta una denuncia formale e un'indagine contro di lui.
- Ascolti USA: telespettatori 5 243 000 – rating/share 18-49 anni 0,8/4 – DVR 4 532 000 – DVR 18-49 anni 0,9 – totale 9 775 000 – 1,7[34].
- Ascolti Italia: telespettatori 2 155 000 – share 11,20%[35].

## Questa non è la fine
- Titolo originale: This is Not the End
- Diretto da: Michael Slovis
- Scritto da: David Foster

### Trama
Max ha iniziato la sua nuova cura e il suo tumore ha iniziato a ridursi, ma è gravemente indebolito dalla doppia dose di chemio. Crea anche un piano assicurativo per la famiglia di New Amsterdam, con grande sgomento di Karen Brantley. Il Dottor Kapoor aiuta una madre e un figlio a cui è stata diagnosticata la tubercolosi a rimanere in contatto con la loro famiglia. La Dottoressa Sharpe e la signora Dobbs iniziano la loro revisione del Dottor Frome e diventa chiaro che le sue relazioni con i suoi pazienti vanno oltre le normali relazioni terapeutiche.
Tuttavia, il Dottor Frome ammette che sta inducendo i pazienti a voler parlare con lui solo di tali problemi, facendogli ripensare al modo in cui tratta i suoi pazienti. La Dottoressa Sharpe è colta di sorpresa dallo stato di Max e decide di trovare un altro mezzo di cura per lui e mandarlo a casa. Il suo nuovo impegno con Max mette a dura prova la sua relazione con il Dottor Panthaki. La Dottoressa Bloom torna con l'intento di dimettersi e cerca Max. Alla fine lo rintraccia nel suo appartamento dove lo trova coperto di sangue.
- Ascolti USA: telespettatori 5 144 000 – rating/share 18-49 anni 0,8/4 – DVR 4 211 000 – DVR 18-49 anni 0,8 – totale 9 355 000 – 1,6[36].
- Ascolti Italia: telespettatori 2 155 000 – share 11,20%[35].

## Luna
- Titolo originale: Luna
- Diretto da: Peter Horton
- Scritto da: David Schulner

### Trama
Georgia sta sanguinando dopo che la sua placenta si è rotta, quindi Lauren e Max lavorano rapidamente per cercare di salvare la sua vita e il bambino non ancora nato, la dottoressa  è costretta a eseguire un cesareo prima che arrivi l'ambulanza. Sharpe e i paramedici, precedentemente avvisati, arrivano appena in tempo per salvare la vita di Georgia. Frome e Kapoor stanno curando un uomo con un grave disturbo da stress post-traumatico a causa dell'esplosione di una bomba a tubo in un club.
Frome lotta per non attraversare alcuna barriera etica dopo che le accuse sono state mosse contro di lui,con Kapoor che gli ha fornito supporto e consulenza.  Reynolds porta Evie a casa per una cena di famiglia con l'intento di fare una proposta con l'anello di famiglia, ma sua madre mette in dubbio la partita. L'uomo senza il sostegno della sua famiglia, si propone senza squillo in mezzo alla strada.
L'infermiere Acosta ha a che fare con un avvocato poco collaborativo che ha ingerito un palloncino di cocaina. Si rende conto troppo tardi che l'avvocato è fuggito dalla custodia della polizia e ha requisito un'ambulanza, che si schianta contro l'ambulanza che stava portando Max, Georgia, Luna, Lauren e Helen al New Amsterdam, l'uomo muore nello scontro . Max sopravvissuto allo schianto è semplicemente stordito tenendo Luna. Viene mostrato, che i colleghi e lo staff intervengono e qualcuno è coperto da un lenzuolo bianco, ma non si sa chi sia quella persona.
- Ascolti USA: telespettatori 5 544 000 – rating/share 18-49 anni 0,9/4 – DVR 4 565 000 – DVR 18-49 anni 1,0 – totale 10 109 000 – 1,9[37].
- Ascolti Italia: telespettatori 2 155 000 – share 11,20%[35].